# موندهم، نورفک جنوبی
موندهم (به انگلیسی: Mundham) یک محله مدنی و روستا در بریتانیا است که در South Norfolk واقع شده‌است. موندهم ۶٫۳۱ کیلومتر مربع مساحت و ۱۷۷ نفر جمعیت دارد.